# Аугментатив
Аугментати́в (от лат. augmen — увеличение, повышение) —  увеличительно-усиливающее слово или форма слова. Противоположность диминутиву.
Аугментатив образуется с помощью аффиксов (например (в русском языке): -ище, -ища; хвост — хвостище; дом — домище; сила — силища, красота – красотища).
Используется (в основном в разговорной речи) для придания речи большей выразительности, негативной или позитивной окраски.